# Белошапочная танагра
Белошапочная танагра (лат. Sericossypha albocristata) — вид птиц из семейства танагровых, единственный представитель рода Белошапочные танагры (лат. Sericossypha). Это самые тяжёлые представители своего семейства, достигают длины 24-26 см и массы от 95 до 125 г.
Обитает во влажных лесах Колумбии, Венесуэлы, Эквадора и Перу на высоте в 1600-3200 м над уровнем моря. Живёт небольшими группами из примерно десяти особей. Питается семенами, ягодами, жуками и осами. Занесена в Красную книгу МСОП как уязвимый вид.